# ミルトン・フリードマン
ミルトン・フリードマン（英: Milton Friedman、1912年7月31日 - 2006年11月16日）は、アメリカ合衆国の経済学者。古典派経済学とマネタリズム、政府の失敗と市場経済の優位性を主張しケインズ的総需要管理政策を批判した。ケインズ経済学からの転向者。共和党支持者。1976年、ノーベル経済学賞受賞。
20世紀後半におけるマネタリスト、新自由主義を代表する学者として位置づけられている。戦後、貨幣数量説を蘇らせマネタリストを旗揚げ、裁量的総需要管理政策に反対しルールに基づいた政策を主張した。
1970年代までは先進国の各国政府は、「スタグフレーション」に悩んでいた。フリードマンは、スタグフレーションのうちインフレーションの要素に対しての姿勢や政策を重視した。経済に与える貨幣供給量の役割を重視し、それが短期の景気変動および長期のインフレーションに決定的な影響を与えるとし、金利はマネーサプライ変動の結果であり金利操作は意味がなく、中央銀行の役割はマネーサプライを安定させる事であり、当時のアメリカのインフレーションや日本の狂乱物価はマネーサプライの過大な伸びによると説いた。貨幣供給量の変動は、長期的には物価にだけ影響して実物経済には影響は与えないとする見方であり、（貨幣の中立性）、インフレーション抑制が求められる中で支持された。
1976年、これらの主張により、ノーベル経済学賞を受賞した。

## 経歴
ハンガリー王国東部（現在のウクライナ領ザカルパッチャ州Berehove）からのユダヤ系移民の子としてニューヨークで生まれる。父親は仲買人、労働者で、定職はなく、仲買人としては、工場から商品を仕入れ、小売業社に転売していた。家は非常に貧しく、今の水準で言えば完全な貧困層だったが、福祉国家が成立する以前の遠い昔、移民たちは、親戚や民間の慈善団体以外、誰にも頼らず自分の力だけで生きて来た、と回想する。1歳のときにニュージャージー州のローウェーに引っ越す。アンドリュー・カーネギーが建てた図書館に通い、本を読みあさった。12歳までは熱狂的なユダヤ教徒だったが、13歳の頃には完全な不可知論者になっていた。
15歳の時に父が心臓発作で死亡、15歳で高校を卒業し、州の奨学金を得、ラトガーズ大学に進学、ジョン・スチュアート・ミルの「自由論」を読み、リバタリアニズムの思想に触れる。数学を専攻するつもりだったが、シカゴ大出で、後にセントルイス連銀時代にアメリカの経済政策に絶大な影響を及ぼすホーマー・ジョーンズ、後にNEBR調査部長、FRB議長となるアーサー・バーンズという有力な経済学者がおり、強い影響を受けた。世界恐慌の惨状を目にしたこともあり、ジョーンズの推薦で、シカゴ大学院で経済を専攻し、1年で修士を取得した。シカゴではロイド・ミンツから貨幣数量説を教えられ、研究課題としてケインズの「貨幣改革論」(1923)の貨幣数量説に影響を受ける。さらに、コロンビア大学に移り、ホテリングに師事したほか、制度主義や実証主義などシカゴとは異なる方法を学ぶ。シカゴでの1年間の助手を経て1935年、連邦政府の国家資源委員会に就職。過去最大規模の個人所得、消費の全国調査の立案と実行を担当。1937年、バーンズの推薦で全米経済研究所(NBER)に勤務、サイモン・クズネッツの助手として働く。また、1938年、アーロン・ディレクターの妹であるローズ・ディレクターと結婚し、一男（デイヴィッド・フリードマン）一女をもうけた。1941年、財務省に勤務し、モーゲンソー長官の側近として原稿執筆、議会での証言、源泉徴収税制度の導入などに関わる。1943年、コロンビア大学構内にあった政府の諮問機関、統計調査グループ(SRG)に移り、応用数学者、統計学者として、対空砲や原爆の起爆装置の設計に関与する。また、逐次解析の開発に大きな功績を残す。1946年、クズネッツと共同執筆した「独立的専門職からの所得」によりコロンビア大学から博士号取得。同年、シカゴ大教授。同年、オスカー・ランゲの論文を「実際に起こりえる事実で反証できない理論は、予測の役に立たない」と批判、現実の予測よりも数理モデルの精緻さを重視する「コールズ委員会」と学内で主導権を争い、1953年、「実証的経済学の方法論」を執筆。同年、「変動為替相場擁護論」を発表。当時はほとんど誰も実現可能とは考えなかったが、シカゴ大にいて後にニクソン政権の財務長官となるジョージ・シュルツにかなりの影響を与えた。1955年、コールズ委員会はイエールに移転。
後に反ケインズ的裁量政策の筆頭と目されるようになったが、大学卒業後の就職難の最中で得た連邦政府の職は、ニューディール政策が生み出したものであった（国家資源委員会における大規模な家計調査研究は、クズネッツの助手として全米経済研究所で行った研究と併せて、後の『消費の経済理論』と恒常所得仮説につながった）。後に振り返って、ニューディール政策が直接雇用創出を行ったことは、緊急時の対応として評価するものの、物価と賃金を固定したことは適切ではなかったとし、大恐慌の要因を中央銀行による金融引締に求める研究を残している。ただし、第二次世界大戦が終わって、連邦政府の職を離れるまでは、自身の経済学上の立場は、一貫してケインジアンであった。
1969年、リチャード・ニクソン政権の大統領経済諮問委員会で、変動相場制を提案した（後にニクソンとは決裂している）。また、1975年のチリ訪問や1980年から中国を訪問するなど世界各国で政策助言を行ったことでも知られ、特に経済自由度指数が世界で最も高い香港を「資本主義をみたければ香港に行くべき」と称えており、香港の積極的不介入を自由経済の最適なモデルと評価した。日本では、1982年から1986年まで日本銀行の顧問も務めていた。
シカゴ学派のリーダーとして、ノーベル経済学賞受賞者を含め多くの経済学者を育てた。マネタリストの代表者と見なされ、政府の裁量的な財政政策に反対した。政府の財政政策によってではなく、貨幣供給量と利子率によって、景気循環が決定されると考えた。また、1955年には、教育バウチャー（利用券）制度を提唱したことでも知られる。これは公立学校に市場原理を導入することで競争を促し、公教育の質の向上を図ろうとするものであり、各国における公立学校選択制の導入に大きな影響を与えている。主著は『A Monetary History of the United States, 1867-1960』、『資本主義と自由』。
1951年ジョン・ベーツ・クラーク賞、1967年米経済学会会長、1976年にノーベル経済学賞を受賞。1986年に保守派の中曽根康弘内閣から「勳一等瑞宝章」、1988年にはフリードマンが支持した右派のロナルド・レーガンからアメリカ国家科学賞と大統領自由勲章を授与される。
2006年11月16日 、心臓疾患のため自宅のあるサンフランシスコにて死去。94歳。

## 思想・主張
フリードマンはリチャード・ニクソンとロナルド・レーガンを熱烈に支持した。ニクソン、レーガンともに、50年代にジョセフ・マッカーシーの「赤狩り」に全面協力した人物である。この段階で、フリードマンの思想が「新」自由主義であるかどうかに疑問符がつく。ただし、フリードマンが政権の顧問を一時務めていたニクソンについては、「我々はもうみんなケインジアンだ」（もともとはフリードマンに由来し、実際のニクソンの言葉は「私はもう経済学で言うケインジアンだ」とされる）と有名な発言をしてケインズ政策を行ったため、フリードマンは激怒し、「史上最も社会主義的な大統領」であると猛烈に批判することとなった。また、軍事独裁政権アウグスト・ピノチェトが大統領時代のチリを支持し、訪問もした。ピノチェトの独裁で数千人の死者と、それを上回る行方不明者が出た。フリードマンの弟子の「シカゴ・ボーイズ」はチリに入り、ピノチェトの経済政策についてアドバイスをした。しかし、経済が低迷しのちにはピノチェトですら、彼らの意見に耳を傾けなくなった。フリードマンにとっての理想は、規制のない自由主義経済の設計である。フリードマンは、あらゆる市場への制度上の規制は排除されるべきと考えた。そのため、公正な民主主義を支持する人々は、フリードマンを新自由主義(Neo Liberalism)、反ケインズ主義(アンチ・ケインジアン)の筆頭格として批判した。フリードマンは元ケインズ主義からの転向者であり、後述のようにその貨幣数量説はケインズの影響によるものであり、理念の一部はケインズと共通点もあった。
フリードマンは、基本的には、市場に任せられるところはすべて任せるが、いくつか例外があり、自由主義者は無政府主義者ではないとして、政府が市場の失敗を是正することを認める。また、中央銀行の仕事だけは市場に任せるわけにはいかないという考えであり、中央銀行を廃止して、貨幣発行を自由化する、金本位制のように外部から枠をはめるような制度を作るといった代案を提示している。フリードマンは、景気循環に対応した、景気の安定のためには財政政策も裁量的な金融政策も頼りにならず、長期的な目的のために金融政策を形成すべきであって、連邦準備銀行がマネーサプライを一定の割合で機械的に増やせば、インフレなしで安定的な経済成長が見込めると述べており（Kパーセントルール）、コンピュータに任せてもよいとした。なお、フリードマンはジョン・スチュアート・ミルの思想を継承した個人主義者であり、市場はメカニズムに過ぎず、我々の信念や価値を最も効果的にかつ、他人に対する介入を最小限度にして表現できるメカニズムであるが、目的ではなく手段であり、目的を決め、善悪を行うのはあくまでも個人であり、邪悪な人々が市場を利用すればその市場が悪い結果を生み出すのを避けることが出来ないとする。市場メカニズムを自己目的化した市場原理主義者ではない。

### 財政政策批判
政府によって実施される財政政策は、財政支出による一時的な所得の増加と乗数効果によって景気を調整しようとするものである。しかし、フリードマンによって提唱された恒常所得仮説 によると、一時的な変動所得が消費の増加に回らないため、ケインジアンの主張する乗数効果は、その有効性が大きく損なわれる。そのため、恒常所得仮説は、中央銀行によって実施される金融政策の復権を求めたマネタリストの重要な論拠の一つになった。また、経済状況に対する政府中銀の認知ラグや政策が実際に行われるまでのラグ、および効果が実際に波及するまでのラグといったラグの存在のために、裁量的に政策を行ってもそれは適切に機能せず、かえって不要の景気変動を生み出してしまうことからも、裁量的な財政政策を批判した。
また、増税しないで赤字国債を中央銀行に引き受けさせ、通貨の供給量を増大させることによって赤字分をまかなうのであれば、それは金融政策であって財政政策ではなく、名目所得こそ増やすがやがてインフレを促進するとしている。これは恐慌時の金融政策の手段としての国債の中央銀行引受けによる財政政策の有効性を認めたとも言える。
マネーサプライとGDPの関係は実証的には示されるが、その経路の説明は流動性選好を一定とすれば、企業や消費者は余分の通貨を投資、消費しようと努力するに違いないとのことに過ぎず、ケインズの指摘を待つまでもなく、恐慌などデフレ期待により流動性選好が著しく高まった状況では、マネーサプライを増やすには政府が新規貨幣を創造し、かつ直接支出するしかない。自らも貨幣数量説はケインズの「貨幣改革論」の影響によるものであり、ケインズとの違いは流動制の罠があるかどうか、それだけだとしている。
フリードマンは、ケインズ政策はスタグフレーションに繋がるとし、ケインズ政策の実行→景気拡大→失業率の低下→インフレ期待の上昇→賃金の上昇→物価の上昇→実質GDP成長率の低下→失業率の再上昇というメカニズムで、結果的に物価だけが上昇すると主張している。

### 大恐慌
フリードマンは、金本位制が問題であったと理解しており、著書『A Monetary History of the United States, 1867-1960』の中で、大恐慌はこれまでの通説（市場の失敗）ではなく、不適切な金融引き締めという裁量的政策の失敗が原因だと主張した。従来、この時期には金利は低く抑えられており、金融引き締めはなかったと理解されていたが、マネーサプライは大幅に縮小していた。金融政策の失敗を世界恐慌の真因としたフリードマンの説は、現在も有力な説とされており、その後の数多くの研究者が発表した学術論文によって、客観的に裏付けされている。ベン・バーナンキFRB理事（当時）は、2002年のフリードマンの誕生日に「あなた方は正しい。大恐慌はFRBが引き起こした。あなた方のおかげで、我々は二度と同じ過ちを繰り返さないだろう」とこの主張を認めている。ただし当時のようにデフレ期待が浸透してしまい民間事業者が投資意欲を失った状況でマネーサプライを増加させるには、国債を中央銀行に直接引き受けさせるなどして新規貨幣を創造しかつ、政府が直接支出するしかないと考えられる。実際、石橋湛山はそう提唱し、1932年蔵相高橋是清は日銀の深井英五の協力を得て国債の中央銀行引き受け、政府による時局救匡事業を実施、世界で最初に大恐慌から脱出した。また、J.L.コモンズは不況期には利潤マージンが消失し、銀行家が新規貨幣を創造することに協力して借り入れる事業者などいないため、政府が新規貨幣を創造し公共事業などにより直接失業者や企業に支払わなければならないとしているのも、実質的に同じ事を示している。
これらは前述のようにフリードマンによれば財政政策を手段とした金融政策とも言うべきものであり、一定の有効性を認めている。

### 麻薬合法化
麻薬政策について、フリードマンは、麻薬禁止法の非倫理性を説いている。1972年からアメリカで始まったドラッグ戦争（麻薬の取り締り）には「ドラッグ戦争の結果として腐臭政治、暴力、法の尊厳の喪失、他国との軋轢などが起こると指摘したが、懸念した通りになった」と語り大麻の合法化を訴えていた。また、別の主張では、大麻にかぎらずヘロインなども含めた麻薬全般の合法化を主張した。

### 人種差別について
人種差別について、フリードマンは「黒人は職業選択において白人と同じ立場になかった。顧客と同僚の労働者両方の偏見のせいで、黒人であることはある職業においては低い生産性を伴う。つまり肌の色は、職に対しての能力の格差と同じ効果を与える。肌の色による人口の階層化は、アメリカにおける収益の非均等化格差を生み出す、最も強い要因の一つとなっている」と指摘している。

### 主張した具体的政策
義務教育、国立病院、郵便サービスなどは、公共財として位置づけるのではなく、市場を通じた競争原理を導入したほうが効率的であると主張していた。1962年、フリードマンは、著書『資本主義と自由』において、政府が行うべきではない政策、もし現在政府が行っているなら『廃止すべき14の政策』を主張した。下記を参照。
1. 農産物の買い取り保障価格制度。
2. 輸入関税または輸出制限。
3. 商品やサービスの産出規制(生産調整・減反政策など)。
4. 物価や賃金に対する規制・統制。
5. 法定の最低賃金や上限価格の設定。
6. 産業や銀行に対する詳細な規制。
7. 通信や放送に関する規制。
8. 現行の社会保障制度や福祉(公的年金機関からの購入の強制)。
9. 事業・職業に対する免許制度。
10. 公営住宅および住宅建設の補助金制度。
11. 平時の徴兵制。
12. 国立公園。
13. 営利目的の郵便事業の禁止。
14. 国や自治体が保有・経営する有料道路。

#### 提案・支持したアイディア
- 負の所得税 [33]
- 教育バウチャー [34]
- 郵政民営化・道路公団民営化 [35]

### 日本のバブルについての見解
日本のバブル景気について、1980年代に日銀の顧問も務めたフリードマンは「日本は、円通貨の供給を増やしてドルを買い支えた結果、通貨供給量の急増を招いた。私はこの通貨供給量の急激な伸びが『バブル経済』を引き起こしたと見ている。日本銀行は長期間にわたってこのような金融緩和路線をとり続け、納税者に莫大な損害を与えた。最後には日銀もブレーキをかけたが、今度は急ブレーキをかけすぎた。金利を引き上げ、通貨供給量の伸びを急激に抑え、深刻な景気後退を引き起こしてしまった。これはどんなによい意図から出たものであれ、不適切な金融政策は悲惨な結果をもたらし得るという最たる例だ。日銀は誤りを正すのが遅くて、そのためにリセッションを長引かせ、深刻なものにしてしまったように思われる」と指摘している。

### 日本への提言
フリードマンは日本の「平成大停滞」でも、積極的な金融緩和政策の適用をかなり早い段階から提唱していた。日本銀行政策委員会審議委員としてゼロ金利や量的緩和を考案するなどフリードマンの信奉者であったベン・バーナンキから唯一日銀幹部で「ジャンク」ではないとされた中原伸之とも連絡をとりあっていた。
1998年9月11日の読売新聞でのインタビューで日本について「（景気を拡大させるために）減税と歳出削減を通じて小さな政府にする。また、日本銀行が通貨供給量を急速に増やすことが欠かせない」「日銀がもっとお札を刷り、通貨供給量の平均伸び率を5-7%程度まで引き上げることが景気回復の決め手となる。1990年から今日までの日本の状況は、1929年から1933年まで通貨供給を約三分の一減らして大恐慌となったアメリカと似ている」「財政政策で景気のテコ入れを図るケインズ主義的な手法は誤り」と述べている。

## ノーベル経済学賞受賞
経済学者のマーク・ブローグは「ミルトン・フリードマンが執筆した論説・書物は、あらゆる真面目な経済学研究者に研究されている。彼は、技術的な経済学への多くの貢献によって、ノーベル経済学賞を受賞している」と述べている。
フリードマンは、ノーベル賞受賞を知らされたとき「これは私のキャリアの頂点ではない」「7人の委員会は、私が科学的な研究の評価を委ねる陪審員としてふさわしくない」と述べている。その後、フリードマンは、考えを改め、賞金を受け取った後は喜んだとされている。しかし、フリードマンは、「私は、ノーベル賞がよいことであるのかどうかについて、大きな疑問を抱いている。ただし、そのようなノーベル経済学賞についての疑問は、ノーベル物理学賞についても同じく当てはまる」と述べている。
ノーベル医学賞を受賞したジョージ・ワルドは、化学賞・平和賞を受賞したライナス・ポーリングと連名で、フリードマンの受賞に反対する投書を送った。フリードマンが、チリの軍事政権と密接な関係にあったことを問題視したからである。医学賞受賞者のデヴィッド・ボルティモア、サルバドール・エドワード・ルリアもフリードマンの受賞に反対した。
フリードマンの受賞に抗議して、スウェーデンでは、数千人規模のデモ行進が行われ、事態制圧に300人の警察官が動員された。
フリードマンは反対派を弾圧し、殺害・行方不明多数のピノチェト政権のチリを訪問。1976年のノーベル経済学賞受賞時には、彼がピノチェト政権のアドバイザーと見た大衆から受賞抗議デモを受けることとなった。ピノチェトのアドバイザーは、フリードマンの弟子の「シカゴ・ボーイズ」である。フリードマンも、もちろんピノチェトを全面的に支持していた。ピノチェト大統領時代のチリに限らず、訪れた大半の国で経済政策についてアドバイスをしている。フリードマンは、チリ政府の顧問を務めたことはないとしており、1975年にチリに6日間訪れたのを最後に「一切接触を断った」と述べた。フリードマンは、授賞式の日に行われたストックホルムでの抗議デモに対して、「ごろつき」だと非難し、「ナチズムの匂いが漂っており、鼻が腐りそうだ。言論の自由において、都合の悪い発言を抑え込むようなやり方は許されない」と述べた。

## 評価
シカゴ大学でフリードマンの同僚だった経済学者の宇沢弘文は「市場万能思を信仰する経済的自由放任主義者で、アメリカ経済学を歪めた。真に受けて起きたのが2008年のリーマン危機である」と批判している。
竹森俊平は、「マクロ経済学についてのフリードマンとケインズの考え方の差は意外に僅かであり、二人はともに状況を見て理論を説く。ハイエクは、それはしてはならないという立場であり、二人と大きく異なる」と評している。

## 著作

### 単著
- Milton Friedman (1953). Essays in Positive Economics. University of Chicago Press

佐藤隆三・長谷川啓之 訳『実証的経済学の方法と展開』富士書房、1977年。ASIN B000J8Y2AC。
- Milton Friedman (1957). A theory of the consumption function. Princeton University Press

今井賢一・宮川公男 訳『消費の経済理論』巌松堂、1961年。ASIN B000JANEVI。
- Milton Friedman (1959). A Program for Monetary Stability. Fordham University Press

三宅武雄 訳『貨幣の安定をめざして』ダイヤモンド社、1963年。ASIN B000JAIRO2。
- Milton Friedman (1962). Capitalism and Freedom. University of Chicago Press

熊谷尚夫・西山千明・白井孝昌 訳『資本主義と自由』マグロウヒル好学社、1975年。ISBN 4895010848。
村井章子 訳『資本主義と自由』日経BPクラシックス、2008年。ISBN 4822246418。
- Milton Friedman (1963). Inflation: Causes and consequences. Asia Pub. House
- Milton Friedman (1969). The Optimum Quantity of Money and Other Essays. Macmillan
- ミルトン・フリードマン 著、新開陽一 訳『インフレーションとドル危機』日本経済新聞社、1970年。ASIN B000J9TPSU。
- Milton Friedman (1970). The counter-revolution in monetary theory. Institute of Economic Affairs
- ミルトン・フリードマン 著、内田忠夫・西部邁・深谷昌弘 訳『価格理論』好学社、1972年。ASIN B000J9TON6。
- Milton Friedman (1974). Monetary Correction: A proposal for escalation clauses to reduce the cost of ending inflation. Institute of Economic Affairs
- ミルトン・フリードマン 著、保坂直達 訳『インフレーションと失業』マグロウヒル好学社、1978年。ASIN B000J8QFZM。
- ミルトン・フリードマン 著、土屋政雄 訳『政府からの自由』中央公論社、1984年。ISBN 4120012719。新版・中公文庫、1991年
- Milton Friedman (1992). Money mischief: episodes in monetary history. Harcourt Brace Jovanovich

斎藤精一郎 訳『貨幣の悪戯』三田出版会、1993年。ISBN 489583123X。

### 共著
- Milton Friedman; Anna Schwartz (1963). A Monetary History of the United States, 1867-1960. Princeton University Press

抄訳久保恵美子 訳『大収縮1929-1933「米国金融史」第7章』日経BPクラシックス、2009年。ISBN 482224766X。
- Milton Friedman; Walter W. Heller (1969). Monetary vs Fiscal Policy. W. W. Norton & Company
- ウォルター・ヘラー共 著、海老沢道・小林桂吉 訳『インフレなき繁栄--フリードマンとヘラーの対話』日本経済新聞社、1970年。ASIN B000J9SSLK。
- Milton Friedman; Anna Schwartz (1970). Monetary Statistics of the United States: Sources. National Bureau of Economic Research
- ニコラス・カルドア、ロバート・ソロー共著 著、新飯田宏 訳『インフレーションと金融政策』1972年。
- Milton Friedman; Rose Friedman (1980). Free to Choose: A personal statement. Penguin Books

ローズ・フリードマン 著、西山千明 訳『選択の自由―自立社会への挑戦』日本経済新聞社、1980年。講談社文庫（上下）、1983年。日経ビジネス人文庫、2002年
- ポール・サミュエルソン 著、西崎哲郎・石川博友 訳『フリードマンとサミュエルソンの英文経済コラムを読みとる』グロビュー社、1981年。
- Milton Friedman; Anna Schwartz (1982). Monetary Trends in the United States and the United Kingdom: Their relations to income, prices and interest rates, 1876-1975. University of Chicago Press
- Milton Friedman; Rose Friedman (1984). The Tyranny of the Status Quo. Harcourt Brace Jovanovich. ISBN 9780151923793

ローズ・フリードマン 著、林直嗣・大岩雄次郎 訳『奇跡の選択』三笠書房、1984年。
- Milton Friedman; Rose D. Friedman (1998). Two Lucky People: Memoirs. University of Chicago Press. ISBN 0226264157
- ジェームズ・M・ブキャナン共著 著、佐野晋一・白石典義・田谷禎三 訳『国際化時代の自由秩序--モンペルラン・ソサエティの提言』春秋社、1991年。

### 学術論文/動画
- "Professor Pigou's Method for Measuring Elasticities of Demand From Budgetary Data" The Quarterly Journal of Economics Vol. 50, No. 1 (Nov., 1935), pp. 151–163 JSTOR
- "Marginal Utility of Money and Elasticities of Demand," The Quarterly Journal of Economics Vol. 50, No. 3 (May, 1936), pp. 532–533 JSTOR
- "The Use of Ranks to Avoid the Assumption of Normality Implicit in the Analysis of Variance," Journal of the American Statistical Association Vol. 32, No. 200 (Dec., 1937), pp. 675–701 JSTOR
- "The Inflationary Gap: II. Discussion of the Inflationary Gap," American Economic Review Vol. 32, No. 2, Part 1 (Jun., 1942), pp. 314–320 JSTOR
- "The Spendings Tax as a Wartime Fiscal Measure," American Economic Review Vol. 33, No. 1, Part 1 (Mar., 1943), pp. 50–62 JSTOR
- Taxing to Prevent Inflation: Techniques for Estimating Revenue Requirements (Columbia U.P. 1943, 236pp) with Carl Shoup and Ruth P. Mack
- Income from Independent Professional Practice with Simon Kuznets (1945), Friedman's PhD thesis
- "Lange on Price Flexibility and Employment: A Methodological Criticism," American Economic Review Vol. 36, No. 4 (Sep., 1946), pp. 613–631 JSTOR
- "Utility Analysis of Choices Involving Risk" with Leonard Savage, 1948, Journal of Political Economy Vol. 56, No. 4 (Aug., 1948), pp. 279–304 JSTOR
- "A Monetary and Fiscal Framework for Economic Stability", 1948, American Economic Review, Vol. 38, No. 3 (Jun., 1948), pp. 245–264 JSTOR
- "A Fiscal and Monetary Framework for Economic Stability," Econometrica Vol. 17, Supplement: Report of the Washington Meeting (Jul., 1949), pp. 330–332 JSTOR
- "The Marshallian Demand Curve," The Journal of Political Economy Vol. 57, No. 6 (Dec., 1949), pp. 463–495 JSTOR
- "Wesley C. Mitchell as an Economic Theorist," The Journal of Political Economy Vol. 58, No. 6 (Dec., 1950), pp. 465–493 JSTOR
- "Some Comments on the Significance of Labor Unions for Economic Policy", 1951, in D. McC. Wright, editor, The Impact of the Union.
- "Commodity-Reserve Currency," Journal of Political Economy Vol. 59, No. 3 (Jun., 1951), pp. 203–232 JSTOR
- "Price, Income, and Monetary Changes in Three Wartime Periods," American Economic Review Vol. 42, No. 2, Papers and Proceedings of the Sixty-fourth Annual Meeting of the American Economic Association (May, 1952), pp. 612–625 JSTOR
- "The Expected-Utility Hypothesis and the Measurability of Utility", with Leonard Savage, 1952, Journal of Political Economy Vol. 60, No. 6 (Dec., 1952), pp. 463–474 JSTOR
- "Choice, Chance, and the Personal Distribution of Income," Journal of Political Economy Vol. 61, No. 4 (Aug., 1953), pp. 277–290 JSTOR
- "A Memorandum to the Government of India November 1955", MS first published at University of Hawaii May 21, 1989; first published in the book Foundations of India's Political Economy, edited by Subroto Roy & WE James, Sage 1992
- "The Quantity Theory of Money: A restatement", 1956, in Friedman, editor, Studies in Quantity Theory.
- "A Statistical Illusion in Judging Keynesian Models" with Gary S. Becker, Journal of Political Economy Vol. 65, No. 1 (Feb., 1957), pp. 64–75 JSTOR
- "The Supply of Money and Changes in Prices and Output", 1958, in Relationship of Prices to Economic Stability and Growth.
- "The Demand for Money: Some Theoretical and Empirical Results," Journal of Political Economy Vol. 67, No. 4 (Aug., 1959), pp. 327–351 JSTOR
- A Program for Monetary Stability (Fordham University Press, 1960) 110 pp online version
- "Monetary Data and National Income Estimates," Economic Development and Cultural Change Vol. 9, No. 3, (Apr., 1961), pp. 267–286 JSTOR
- "The Lag in Effect of Monetary Policy," Journal of Political EconomyVol. 69, No. 5 (Oct., 1961), pp. 447–466 JSTOR
- "The Interpolation of Time Series by Related Series," Journal of the American Statistical Association Vol. 57, No. 300 (Dec., 1962), pp. 729–757 JSTOR
- "Should There be an Independent Monetary Authority?", in L.B. Yeager, editor, In Search of a Monetary Constitution
- "Money and Business Cycles," The Review of Economics and Statistics Vol. 45, No. 1, Part 2, Supplement (Feb., 1963), pp. 32–64 JSTOR
- "Money and Business Cycles" with A. J. Schwartz, 1963, Review of Economics & Statistics.
- "The Relative Stability of Monetary Velocity and the Investment Multiplier in the United States, 1898-1958", with D. Meiselman, 1963,  in Stabilization Policies.
- "Keynes and the Quantity Theory: A Comment on The Friedman-Meiselman CMC Paper: Reply to Donald Hester," The Review of Economics and Statistics Vol. 46, No. 4 (Nov., 1964), pp. 369-376 with D. Meiselman JSTOR
- "Reply to Ando and Modigliani and to DePrano and Mayer," with David Meiselman. American Economic Review Vol. 55, No. 4 (Sep., 1965), pp. 753–785 JSTOR
- "Interest Rates and the Demand for Money," Journal of Law and Economics Vol. 9 (Oct., 1966), pp. 71–85 JSTOR
- "The Monetary Theory and Policy of Henry Simons," Journal of Law and Economics Vol. 10 (Oct., 1967), pp. 1–13 JSTOR
- "What Price Guideposts?", in G.P. Schultz, R.Z. Aliber, editors, Guidelines
- "The Role of Monetary Policy." American Economic Review, Vol. 58, No. 1 (Mar., 1968), pp. 1–17 JSTOR presidential address to American Economics Association
- "The Definition of Money: Net Wealth and Neutrality as Criteria" with Anna J. Schwartz, Journal of Money, Credit and Banking Vol. 1, No. 1 (Feb., 1969), pp. 1–14 JSTOR
- "Comment on Tobin," The Quarterly Journal of Economics Vol. 84, No. 2 (May, 1970), pp. 318-327 JSTOR
- "A Theoretical Framework for Monetary Analysis," Journal of Political Economy Vol. 78, No. 2 (Mar., 1970), pp. 193–238 JSTOR
- "A Monetary Theory of Nominal Income", 1971, Journal of Political Economy JSTOR
- "Government Revenue from Inflation," Journal of Political Economy Vol. 79, No. 4 (Jul., 1971), pp. 846–856 JSTOR
- "Have Monetary Policies Failed?" American Economic Review Vol. 62, No. 1/2 (1972), pp. 11–18 JSTOR
- "Comments on the Critics," Journal of Political Economy Vol. 80, No. 5 (Sep., 1972), pp. 906–950 JSTOR
- "Comments on the Critics", 1974, in Gordon, ed. Milton Friedman and his Critics.
- "Monetary Correction: A proposal for escalation clauses to reduce the cost of ending inflation", 1974
- Milton Friedman's Monetary Framework: A Debate with His Critics (1975) excerpt and text search
- "Comments on Tobin and Buiter", 1976,  in J. Stein, editor, Monetarism.
- "Inflation and Unemployment: Nobel lecture", 1977, Journal of Political Economy. Vol. 85, pp. 451–72. JSTOR
- "Interrelations between the United States and the United Kingdom, 1873-1975.", with A.J. Schwartz, 1982, J Int Money and Finance
- Monetary Trends in the United States and the United Kingdom: Their relations to income, prices and interest rates, 1876-1975.  with Anna J. Schwartz, 1982
- "Monetary Policy: Theory and Practice," Journal of Money, Credit and Banking Vol. 14, No. 1 (Feb., 1982), pp. 98–118 JSTOR
- "Monetary Policy: Tactics versus strategy", 1984, in Moore, editor, To Promote Prosperity.
- "Lessons from the 1979-1982 Monetary Policy Experiment," American Economic Review Vol. 74, No. 2, Papers and Proceedings ... of the American Economic Association (May, 1984), pp. 397–401.
- "Has Government Any Role in Money?" with Anna J. Schwartz, 1986, JME
- "Quantity Theory of Money (PDF) ", In The New Palgrave: A Dictionary of Economics, edited by John Eatwell, Murray Milgate, and Peter Newman, vol. 4, pp. 3-20. New York: Stockton Press; and London: Macmillan, 1987.
- "Money and the Stock Market," Journal of Political Economy Vol. 96, No. 2 (Apr., 1988), pp. 221–245 JSTOR
- "Bimetallism Revisited," Journal of Economic Perspectives Vol. 4, No. 4 (Autumn, 1990), pp. 85–104 JSTOR
- "The Crime of 1873," Journal of Political Economy Vol. 98, No. 6 (Dec., 1990), pp. 1159–1194 JSTOR

以下は動画
- The Power of Choice (2007) Free to Choose Media.
- Free to Choose (1980) (1990) Free to Choose.
- Free to Choose (1980) (1990) ideachannel.tv
- PRC Forum: Milton Friedman (1987) The Idea Channel.
- Milton Friedman interviewed (1991) about  America's drug war.
- Monetary Revolutions (1992) The Idea Channel.
- Money (1992) The Idea Channel.
- Efforts in Eastern Europe to Localize Government (1993) The Idea Channel.
- Privatization Trends in Eastern Europe (1993) The Idea Channel.
- Health Care Reform (1992) The Idea Channel.
- Economically Speaking -- Why Economists Disagree (1978) The Idea Channel.
- Milton Friedman Speaks: Lecture 01, "What is America?" and Q & A (1978) The Idea Channel.
- Milton Friedman Speaks: Lecture 02, "Myths That Conceal Reality" and Q & A (1978) The Idea Channel.
- Milton Friedman Speaks: Lecture 03, "Is Capitalism Humane?" and Q & A (1978) The Idea Channel.
- Milton Friedman Speaks: Lecture 04, "The Role of Government in a Free Society" and Q & A (1978) The Idea Channel.
- Milton Friedman Speaks: Lecture 05, "What Is Wrong with the Welfare State?" and Q & A (1978) The Idea Channel.
- Milton Friedman Speaks: Lecture 06, "Money and Inflation" and Q & A (1978) The Idea Channel.
- Milton Friedman Speaks: Lecture 07, "Is Tax Reform Possible?" and Q & A (1978) The Idea Channel.
- Milton Friedman Speaks: Lecture 08, "Free Trade: Producer vs. Consumer" and Q & A (1978) The Idea Channel.
- Milton Friedman Speaks: Lecture 09, "The Energy Crisis: A Humane Solution" and Q & A (1978) The Idea Channel.
- Milton Friedman Speaks: Lecture 10, "The Economics of Medical Care" and Q & A (1978) The Idea Channel.
- Milton Friedman Speaks: Lecture 11, "Putting Learning Back in the Classroom" and Q & A (1978) The Idea Channel.
- Milton Friedman Speaks: Lecture 12, "Who Protects the Consumer?" and Q & A (1978) The Idea Channel.
- Milton Friedman Speaks: Lecture 13, "Who Protects the Worker?" and Q & A (1978) The Idea Channel.

## 評伝
- 西山千明編「フリードマンの思想」東京新聞出版局、1979年
- ローズ・フリードマン「ミルトン・フリードマン　わが友、わが夫」鶴岡厚生訳、東洋経済新報社、1981年
- ラニー・エーベンシュタイン「最強の経済学者ミルトン・フリードマン」大野一訳、日経BP社、2008年